# Siège de Gorinchem (1417)
Pour les articles homonymes, voir Siège de Gorinchem.
Guerres d'Arkel
Le siège de Gorinchem ou siège de Gorkum (également appelé «bataille de la ville de Gorkum») qui a vu, le 21 novembre 1417, la capture de la ville de Gorinchem par Guillaume d'Arkel et de ses partisans du parti des Cabillauds. Le 24 novembre 1417, le Stadholder Walrave Ier de Brederode arriva et le siège commença. Après avoir réalisé une brèche dans la muraille du château, les troupes des Hameçons ont pu entrer dans la ville et le 1er décembre 1417 (jour de St. Egilius), une bataille de rues a suivi. Ce événement est un épisode de la guerre des Hameçons et des Cabillauds.

## Le contexte
Après la fin des Guerres d'Arkel (1401-1412), la ville de Gorinchem est revenue au comté de Hollande. En guise de symbole fort, le château du côté est de la ville, a été démoli, car il appartenait aux seigneurs d'Arkel. Guillaume IV de Hollande a construit un nouveau château comtal dans le sud de la ville. Jean V d'Arkle avait quitté la ville en 1412 pour lever une armée de mercenaires, mais il fut vaincu à Vuren, D'Arkel fut capturé, passa presque tout le reste de son existence dans les prisons de Gouda puis de Leerdam. Son fils unique Guillaume d'Arkel s'était enfui au Brabant.
Guillaume IV de Hollande mourut en 1417 et nomma son unique héritière Jacqueline de Hainaut, comtesse de Hollande. La jeune Jacqueline a trouvé un soutien incroyable en la personne de Jean II de Montfoort, qui était à l'époque le chef du parti de Hameçons. Guillaume d'Arkel a appris la nouvelle de la mort du comte et, soutenu par le parti des Cabillauds, a pensé que l'occasion idéale se présentait pour réclamer une partie de ses biens légitimes : la ville de Gorinchem.

## Le siège
A l'automne 1417, la ville de Gorinchem était commandée par Walrave Ier de Brederode, alors stathouder de Hollande au nom de Jacqueline de Hainaut. Ce 8ème seigneur de Brederode fut également impliqué dans un siège de Gorinchem en 1402 et fut ensuite emprisonné et resta dans la prison de la ville jusqu'en 1412 avec une courte évasion en 1409 et une période de libération pour rassembler le montant de sa propre rançon.
Guillame d'Arkel serait arrivé aux portes de Gorinchem dans la nuit du 21 ou 22 novembre, il aurait eu avec lui environ 2 500 partisans Cabillauds, dont une centaine de soldats du duc de Gueldre commandés par l'intendant Gijsbert Pieck, et parmi eux les nobles Otto van Buren, Willem van IJzendoorn et Jean II d'Egmont (dont la présence a été confirmée). Cette troupe a réussi à conquérir quelques zones autour de Gorinchem, y compris les villes d'Arkel et de Vuren, puis, dans la nuit du 21 novembre, Gorinchem a également été capturée, à l'exception du château du comte sur le côté sud-ouest de la ville (endroit où la Blauwe Toren (ou Tour Bleue (nl)) se lèverait plus de 40 ans après). Entre le 21 novembre et le 1er décembre, le château de Gorinchem réussit à tenir bon avec seulement une garnison de 20 à 25 hommes d'armes Hameçons en face des Cabillauds qui étaient entrés dans la ville. Walrave de Brederode étant absent à ce moment, revint rapidement et assiégea à son tour les murs de la ville le 24 novembre. Le 1er décembre, lui et ses soldats ont réussi à forcer une porte et une bataille féroce s'est ensuivie dans les rues étroites. Walrave, touché d'une flèche, est décédé des suites de sa blessure. Hubrecht de Culemborg (nl) a repris le commandement et a poursuivi le combat. Guillaume d'Arkel a été attaqué dans le Revetsteeg et tué d'un coup d'épée. Finalement le parti des Hameçons a triomphé des échauffourées durant lesquelles les chevaliers Otto van Haaften et Otto van Vuren par leur bravoure, ont été adoubés chevalier.
Une autre version raconte qu'en apprenant la capture de Gorinchem, Jacqueline et sa mère Marguerite de Bourgogne ont navigué de Dordrecht avec des bannières déployées le long de la Merwede jusqu'à Gorinchem. Une fois sur place, la comtesse entra dans le château avec sa suite, qui n'avait pas encore été conquise par les Cabillauds. Elle a fait démolir une courtine à ses soldats pour pénétrer dans la cité. Quand une brèche fut enfin réalisée, elle put suivre la bataille et ainsi le combat tourna en faveur de ses troupes. Elle aurait vu un millier de cadavres, dont ceux du jonkheer Guillaume d'Arkel, de son frère bâtard Henri d'Arkel et d'un autre jonkheer de Petersom.

### Jacqueline et Guillaume
Pendant le siège, Jacqueline serait restée dans son château du côté sud de la ville, mais en fait cela n'a jamais été entièrement prouvé; d'autres sources affirment qu'elle a aidé Walrave de Brederode lors de la reprise de la cité de Gorinchem. Il est également allégué que la comtesse Jacqueline et le jeune Guillaume se sont rencontrés à plusieurs reprises pour négocier la reddition du château comtal et d'autres conditions annexes. On suppose généralement que Jacqueline, alors âgé de 16 ans, a fait face au cadavre de Guillaume. Abraham Kemp le mentionne dans son illustre Heeren van Arkel (Seigneur d'Arkel). Mais aussi, ce que Kemp suggère dans son ouvrage la seule chose que Jacqueline n'était pas disposée à s'opposer était une demande en mariage de la part d'Arkel. En effet, Jacqueline était récemment devenue veuve et ne voulait pas vraiment épouser son cousin Jean IV de Brabant. C'est le dramaturge Johannes van Paffenrode qui, en 1662, écrit une pièce d'amour-terreur sur une romance entre Jacqueline et Guillaume, et il décrit une scène où Jacqueline aurait supplié pour sa vie au-dessus de son corps sans vie et laissé ses larmes couler, même s'ils appartenaient à deux partis opposés. Le seigneur Pelletier appelle cette tragédie une reprise de Roméo et Juliette, mais cette fois, aux Pays-Bas.

## Conséquences
En mai 1418, Jacqueline s'est mariée avec dispense papale, à son cousin Jean IV de Brabant. Le parti des Cabillauds a trouvé un nouvel allié en la personne de Jean III de Bavière qui a réclamé les titres de sa nièce Jacqueline et a été soutenu en partie par l'empereur Sigismond. En conséquence, les disputes de famille et de partis ont éclaté à nouveau, et la guerre s'est poursuivie avec le siège de Dordrecht (nl) en 1418.

## Sources
- Abraham Kemp, Leven der doorluchtige Heeren van Arkel ende jaarbeschrijving der stad Gorinchem, Gorinchem 1656, pp. 206-208
- Johan van Paffenrode, De ondergang van Jonkheer Willem van Arkel, Gorinchem 1662
- Schilderij van Jacoba in Gorinchem
- Geschiedenis van Gorinchem Gorinchem een Arkelstad
- Hanno Brand, Over macht en overwicht, 1996 Rijksuniversiteit Leiden.
- J. A. M. Y. Bos-Rops, Graven op zoek naar geld.
- Dedalo Carosso, Helden van het vaderland.
- H.P.H. Jansen, Jacoba van Beieren, Den Haag 1967, pp. 32-33